# Strisser på Samsø
Strisser på Samsø er en dansk krimi-drama-serie fra 1997, som er instrueret af Eddie Thomas Petersen for TV 2. Serien havde premiere den 17. februar 1997 og består af 12 afsnit á 55 min. fordelt på 2 sæsoner. Seriens sidste afsnit blev sendt den 21. november 1998. Serien er filmatiseret af manuskript af bl.a. John Stefan Olsen, Eddie Thomas Petersen, Hanne-Vibeke Holst, Kirsten Holst. 
Serien følger den tidligere storbysbetjent Christian Torp, som efter at have mistet sin kone under et røveri, flytter til Samsø med sin datter, Sille. Medvirkende i serien er bl.a. Lars Bom, Andrea Vagn Jensen, Amalie Dollerup og Lotte Arnsbjerg.

## Medvirkende
Blandt de mange medvirkende kan bl.a. nævnes:
- Lars Bom
- Lotte Arnsbjerg
- Lotte Andersen
- Amalie Dollerup
- Andrea Vagn Jensen
- Finn Storgaard
- Sidse Babett Knudsen
- Gyrd Løfqvist
- Asger Reher
- Jørgen Kiil
- Bodil Jørgensen
- Lise Schrøder
- Steen Springborg
- Gerda Gilboe
- Finn Nielsen
- Lars Knutzon
- Lone Helmer
- Torben Zeller
- Kjeld Nørgaard
- Lars Lunøe
- Joen Bille
- Søren Spanning
- John Martinus
- Thure Lindhardt
- Rikke Wölck
- Robert Hansen

## Afsnit

### Sæson 1 (1997, foråret)
1. "En ven af familien" (sendt første gang 17. februar 1997)
2. "Jomfrufødsel" (sendt første gang 24. februar 1997)
3. "Kikkertsyn" (sendt første gang 3. marts 1997)
4. "Besøg fra Bruxelles" (sendt første gang 10. marts 1997)
5. "Den sjove mand" (sendt første gang 17. marts 1997)
6. "Rebet" (sendt første gang 24. marts 1997)

### Sæson 2 (1998, efteråret)
1. "Til døden jer skiller" (sendt første gang 17. oktober 1998)
2. "Malerens muse" (sendt første gang 24. oktober 1998)
3. "På havets bund" (sendt første gang 31. oktober 1998)
4. "Skæbneloddet" (sendt første gang 7. november 1998)
5. "Blodets bånd" (sendt første gang 14. november 1998)
6. "Vi vil fred her til lands" (sendt første gang 21. november 1998)